# フィリピン大学ディリマン校
フィリピン大学ディリマン校（フィリピンだいがくディリマンこう、英語: University of the Philippines Diliman、フィリピン語: nibersidad ng Pilipinas Diliman、通称: UPDまたはUP Diliman）とは、フィリピンのマニラ首都圏ケソン市に位置する総合国立大学。1949年2月12日、フィリピン大学システムのフラッグシップ・キャンパスとして設立され、管理部門が設置された。
フィリピン大学の中では4番目に古く、学位授与数、学生数、教員数、図書館資料数において、同大学では最大のキャンパスである

## キャンパス
ケソン市のメインキャンパスの他に、パンパンガ州アンヘレス（クラーク経済特別区）、サンバレス州オロンガポにエクステンションプログラム、パンガシナン州ボリナオに海洋科学研究所配下の海洋研究所、タギッグのボニファシオ・グローバルシティに別館キャンパスがある。